# Johannes Eduardus Gerardus van Boom
Johannes Eduardus Gerardus (Jan, soms Johan) van Boom (Utrecht, gedoopt 20 april 1783 - aldaar, 17 maart 1878) was een Nederlands fluitist en componist.

## Achtergrond
Hij was zoon van (metaal-)handelaar Dirk van Boom en Theodora van Weerden. Hij is twee keer getrouwd geweest. Hij was eerst getrouwd met Alida Rutgerdina van Weerden. Uit zijn tweede huwelijk met Maria Geertruijda van der Linden kwamen drie kinderen voort die de muziek in gingen: 
- Jan/Johan van Booms jr. werd pianist,
- Herman Marinus werd fluitist en
- Maria Geertruida (Utrecht, 31 januari 1813- 9 november 1883) werd harpiste en huwde de Utrechtse piano/muziekhandelaar Henri Jacques Rahr; gaf uitvoeringen met vader en broers.

## Leven
Hij zou opgeleid worden tot zilversmid. Hij oefende reeds van jongs af aan op de dwarsfluit. Hij kreeg lessen van de klarinettisten en fluitisten Koopman en Kaulbach te Utrecht. Bij een concert op Paushuize viel hij zo op, dat de cellist Henke hem verder liet spelen. Ondertussen had Van Boom Louis Drouet ontdekt, die toen in Utrecht woonde en nam lessen bij hem. Boom speelde veelal soloconcerten en nam voor veertig jaar plaats in het orkest van Utrecht en ook in het hoforkest van Lodewijk Napoleon Bonaparte. Van Boom maakte gedurende zijn leven zich bekwaam op de fluit, piano en gitaar en schreef ook muziek voor die muziekinstrumenten.
Werken:
- opus 1: sonate voor piano en fluit (Plattner)
- opus 2: Themes varie voor gitaar en fluit (Plattner)
- opus 3: Andante varié voor piano en fluit (Plattner)
- opus 4: Polonaise voor fluit en orkest (Plattner)
- opus 5: Air (Unser alter Staatsverwalter) varié voor fluit, met kwartet of gitaar (Plattner)
- opus 6: Trois duos concertantes (Plattner)
- opus 9: Six valses
- opus 11: Romance (Partant pour la Syrie) varié  (Plattner)
- opus 12: Variaties op Wilhelmus van Nassauen"  voor gitaar en fluit
- opus 16: Air Tyrolien (Wann i im der Fruh) (Plattner)
- opus 17: Trois duos concertantes (Plattner)
- opus 18: Twaalf walsen voor twee fluiten en gitaar (Schott)
- opus 19: Air favori varié voor fluit en gitaar (Steup)
- opus 22: Drie trios voor twee fluiten en gitaar (Weygand)
- opus 23: Air nationale Hollande, introduction et theme av. 8 var. Voor piano en fluit
- opus 26: Zes walsen voor fluit en gitaar (Weygand)
- opus 30: Air varié voor fluit (Weyand)
- opus 33: Fantaisie et variations (Schott)
- opus 34: Air varié voor fluit (Schott)
- opus 35: Fantaisie voor piano en fluit (Weygand, Den Haag)
- opus 36: Zes walsen voor fluit en gitaar (Weygand)
- Trois rondeaux (Steup)
- Receuil d’airs nationaux et pieces agreables (Plattner)
- Douze Airs agréables (drie boeken, Weygand)
- Introduction et theme av var. Sur l’air (Schöne Minka) voor fluit met piano of gitaar (Weygand)
- De nieuwe haring, vaderlandsch gezang, toonzetting van een tekst van Hajo Albertus Spandaw (J. Oomkens, Groningen, 1818, prijswinnaar in een muziekwedstrijd van dat jaar)[2]
- en nog tal van werken zonder opus zoals Vaderlandsch lied voor den 18. november 1831.

- International Standard Name Identifier: 0000 0000 5130 6561
- Library of Congress Control Number: nr2004036137
- Nederlandse Thesaurus van Auteursnamen: 070400393
- Virtual International Authority File: 36872907
- WorldCat: E39PBJcR8T3PfvjFrmCChFpXVC